# VR Bank in Thüringen

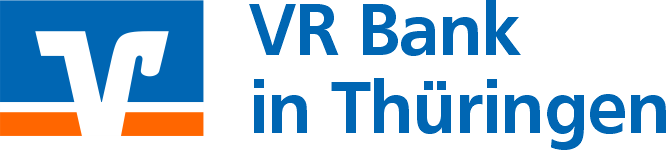
VR Bank in Thüringen Logo

Die VR Bank in Thüringen eG ist eine deutsche Genossenschaftsbank mit Sitz in der thüringischen Kreisstadt Mühlhausen/Thüringen im Unstrut-Hainich-Kreis. Die VR Bank in Thüringen entstand zum 1. Januar 2024 aus der Fusion der VR Bank Westthüringen und der Nordthüringer Volksbank.

## Geschichte der Bank

### VR Bank Westthüringen
Am 17. November 1857 gründete sich in Gotha der Gewerbebankverein, der älteste Vorläufer der heutigen VR Bank Westthüringen eG. Seine Mitglieder waren gleichzeitig Kunden und Träger ihres Instituts. Sie hafteten solidarisch für alle Risiken des Geschäfts und verteilten die anfallenden Gewinne gerecht. Es galten die Prinzipien von Selbsthilfe, Selbstverwaltung und Selbstverantwortung.
Kaum drei Jahre nach der Gothaer Gründung fanden sich auch in Bad Langensalza 16 Bürger zusammen, um den nächsten Kreditverein zu initiieren, Mühlhausen folgte im Jahr 1862 mit der stattlichen Zahl von 230 eingetragenen Mitgliedern im ersten Geschäftsjahr.
Im Jahre 1890 entstand der Altengotterner Darlehnskassen-Verein in Altengottern als erstes Unternehmen in Westthüringen nach dem Modell der ländlichen Darlehenskassen von Friedrich Wilhelm Raiffeisen. Aus ihm entwickelte sich später die Raiffeisenkasse Altengottern und nach dem Zweiten Weltkrieg die „Landwirtschaftliche Dorfgemeinschaft Altengottern und Umgebung eGmbH“ und letztendlich die Raiffeisenbank Mühlhausen. Sowohl die Gothaer Gewerbebank als auch die Vorschussvereine in Langensalza und Mühlhausen betrieben Ende des 19. Jahrhunderts schon längst nicht mehr nur Kreditgeschäfte. Von der Sparanlage bis zum Börsengeschäft konnten Kunden bei ihnen praktisch alle für Banken üblichen Dienstleistungen ordern.
Aus den Vereinen wurden Geschäftsbanken und damit die Vorläufer der späteren Volksbanken in Westthüringen. Die erste größere Fusion fand 1973 zwischen den Genossenschaftsbanken für Handwerk und Gewerbe Mühlhausen und Bad Langensalza statt.
Im Jahre 1997 vereinigten sich nach nunmehr mehreren Namensänderungen die Raiffeisenbank Mühlhausen eG mit dem Sitz in Mühlhausen/Thüringen, die Raiffeisenbank Bad Langensalza eG mit dem Sitz in Bad Langensalza und die Volksbank Mühlhausen/Bad Langensalza eG mit dem Sitz in Mühlhausen/Thüringen zur VR Bank Mühlhausen/Bad Langensalza eG mit dem Sitz in Mühlhausen/Thüringen.
Im Jahr 2000 entstand die VR Bank Westthüringen eG aus der Fusion der VR Bank Mühlhausen/Bad Langensalza eG und der Volksbank Gotha-Eisenach eG.

### Nordthüringer Volksbank
Der am 5. Februar 1861 gegründete Vorschussverein in Roßleben zählt zum Gründungsverein der heutigen Nordthüringer Volksbank eG. Dieser wurde damals von Handwerkern, Bürgern und Kaufleuten der Stadt Roßleben und Umgebung gegründet und diente den Mitgliedern Hilfe zur Selbsthilfe gemäß dem Prinzip einer Genossenschaft.
Von da an erfolgten diverse Zusammenschlüsse und Fusionen von bäuerlichen Handelsgenossenschaften, Banken für Landwirtschaft und Nahrungsgüterwirtschaft sowie Gewerbebanken in den Thüringer Landkreisen Nordhausen und Sömmerda sowie im Kyffhäuserkreis, bis zur heutigen Nordthüringer Volksbank eG.
Allein seit 1990 ist die Nordthüringer Volksbank eG aus 15 Einzelfusionen hervorgegangen.
Unter anderem schlossen sich in diesem Zeitraum im Landkreis Nordhausen im Jahr 1993 die Raiffeisenbank Mackenrode e.G. mit dem Sitz in Mackenrode, die Raiffeisenbank und Warengenossenschaft Nordhausen eG und die Volksbank Nordhausen eG zur Volks- und Raiffeisenbank Nordhausen eG zusammen.
Zeitgleich fusionierten 1992 im ehemaligen Kreis Artern (jetzt Kyffhäuserkreis) die Raiffeisenbank Artern e.G. mit dem Sitz in Heldrungen und die Volksbank Bad Frankenhausen e.G. mit dem Sitz in Bad Frankenhausen zur Volksbank Kyffhäuser eG mit dem Sitz in Bad Frankenhausen.
Im Landkreis Sömmerda und dem ehemaligen Landkreis Sondershausen (jetzt Kyffhäuserkreis) schlossen sich 1993 die Volksbank Sömmerda-Sondershausen eG eG mit dem Sitz in Sömmerda und die Raiffeisenbank e.G. Sömmerda mit dem Sitz in Sömmerda zur VR-Bank Sömmerda-Sondershausen eG mit dem Sitz in Sömmerda zusammen, an die sich die Raiffeisenbank und Warengenossenschaft Ebeleben eG mit dem Sitz in Ebeleben und die Raiffeisenbank und Warengenossenschaft Greußen mit dem Sitz in Greußen 1995 angliederten.
Im Jahr 1999 fusionierten die Volksbank Kyffhäuser eG und die Volks- und Raiffeisenbank Nordhausen eG zur Nordthüringer Volksbank eG.
Im Jahr 2003 gliederte sich die VR-Bank Sömmerda-Sondershausen eG an die Nordthüringer Volksbank eG an.

### VR Bank in Thüringen
Am 5. Januar 2024 begannen die VR Bank Westthüringen eG und die Nordthüringer Volksbank eG Fusionsgespräche, mit dem Ziel, die Fusion beider Banken im Laufe des Jahres 2024 zu realisieren, um eine gemeinsame Bank im Nordwesten Thüringens zu gründen.

## Rechtsverhältnisse
Die VR Bank in Thüringen eG ist im Genossenschaftsregister beim Amtsgericht Jena unter GnR 400005 eingetragen.

## Organisationsstruktur
Rechtsgrundlagen sind das Genossenschaftsgesetz und die durch die Vertreterversammlung beschlossene Satzung. Organe der Bank sind der Vorstand, der Aufsichtsrat und die Vertreterversammlung.

## Sicherungseinrichtung
Die VR Bank in Thüringen eG ist der amtlich anerkannten Sicherungseinrichtung des Bundesverbandes der Deutschen Volksbanken und Raiffeisenbanken GmbH und der zusätzlichen freiwilligen Sicherungseinrichtung des Bundesverbandes der Deutschen Volksbanken und Raiffeisenbanken e.V. angeschlossen.

## Geschäftsausrichtung
Die VR Bank in Thüringen eG betreibt das Universalbankgeschäft. Im Verbundgeschäft arbeitet sie mit der DZ Bank, R+V Versicherung, Bausparkasse Schwäbisch Hall, Teambank, VR Smart Finanz, DZ Hyp und der Union Investment zusammen.

## Geschäftsgebiet
Ihr Geschäftsgebiet liegt im Unstrut-Hainich-Kreis, im Landkreis Gotha, im Wartburgkreis, im Landkreis Nordhausen, im Landkreis Sömmerda sowie im Kyffhäuserkreis.
An diesen Orten betreibt die Bank personenbesetzte Filialen:
- Mühlhausen/Thüringen (Hauptstelle, jur. Sitz (SB-Geschäftsstelle) + 1 Geschäftsstelle)
- Artern (Geschäftsstelle)
- Bad Frankenhausen (Geschäftsstelle)
- Bad Langensalza (Geschäftsstelle)
- Bad Tennstedt (Geschäftsstelle)
- Berka/Werra (Geschäftsstelle)
- Bleicherode (Geschäftsstelle)
- Buttstädt (Geschäftsstelle)
- Ebeleben (Geschäftsstelle)
- Friedrichroda (Geschäftsstelle)
- Gotha (1 Geschäftsstelle + 1 SB-Geschäftsstelle)
- Greußen (Geschäftsstelle)
- Kölleda (Geschäftsstelle)
- Lengenfeld unterm Stein (Geschäftsstelle)
- Niedersachswerfen (Geschäftsstelle)
- Nordhausen (Geschäftsstelle)
- Ohrdruf (Geschäftsstelle)
- Roßleben-Wiehe (Geschäftsstelle)
- Ruhla (Geschäftsstelle)
- Schlotheim (SB-Geschäftsstelle)
- Sömmerda (Geschäftsstelle)
- Sondershausen (Geschäftsstelle)
- Weißensee (Geschäftsstelle)
- Bad Tabarz (SB-Geschäftsstelle)
- Behringen (SB-Geschäftsstelle)
- Diedorf (SB-Geschäftsstelle)
- Großengottern (SB-Geschäftsstelle)
- Heldrungen (SB-Geschäftsstelle)
- Oberdorla (SB-Geschäftsstelle)
- Salza (SB-Geschäftsstelle)
- Tambach-Dietharz (SB-Geschäftsstelle)
- Waltershausen (SB-Geschäftsstelle)
- Wolkramshausen (SB-Geschäftsstelle)